# Berufseinstiegsbegleitung
Die Berufseinstiegsbegleitung ist ein Bildungsangebot der Bundesagentur für Arbeit zur „Verbesserung der Ausbildungschancen förderungsbedürftiger junger Menschen“. Ziel ist die Unterstützung von Schülern beim Übergang von der allgemeinbildenden Schule in eine berufliche Ausbildung (§ 49 SGB III, früher § 421s SGB III). 
Seit 2012 ist die Berufseinstiegsbegleitung ein Regelinstrument (§ 49 SGB III) und kann an allen allgemeinbildenden Schulen durchgeführt werden. Damit ist sie ein zentrales Begleitungsinstrument für den Übergang von Schülern mit besonderem Unterstützungsbedarf; die Zielgruppe ist begrenzt auf eine Auswahl an Jugendlichen. Ab 2015 stellt der Bund für die Berufseinstiegsbegleitung insgesamt rund eine Milliarde Euro in der Förderperiode 2014–2020 bereit, davon rund 500 Millionen Euro aus Mitteln des Europäischen Sozialfonds (ESF) des Bundesministeriums für Arbeit und Soziales sowie aus Mitteln der Bundesagentur für Arbeit. Damit ist die Finanzierung bis zum Schuljahr 2018/19 gesichert.
Gefördert werden rund 115.000 Schülerinnen und Schüler an knapp 3.000 Schulen der Sekundarstufe 1. Die Auswahl der teilnehmenden Schulen erfolgte in Abstimmung mit den Kultusministerien der Länder.

## Inhalt und Ziele
Die Berufseinstiegsbegleitung soll dazu beitragen, die Chancen von Schülern auf einen erfolgreichen Übergang in eine duale Ausbildung zu verbessern. Schülerinnen und Schüler, denen der Schulabschluss und der Einstieg in Ausbildung schwerer fallen, müssen bereits in der Schule aufgefangen und beim Einstieg in eine Berufsausbildung unterstützt werden. 
Im Rahmen einer modellhaften Erprobung wird befristet die Möglichkeit geschaffen, leistungsschwächere Schüler an 1000 ausgewählten allgemein bildenden Schulen einschließlich der Sonderschulen für behinderte Menschen über längere Zeit individuell beim Übergang von der Schule in eine Ausbildung oder eine Beschäftigung – gegebenenfalls einschließlich einer sonstigen Qualifizierung – zu begleiten. Die Bestimmung der Schule erfolgte durch die Bundesagentur für Arbeit bis zum 31. Dezember 2008. Häufig wurden dabei Schulen ausgewählt, die als soziale Brennpunkte gelten. 
Das Pilotprojekt begann im Februar 2009 und wird aufgrund der Geschäftsanweisungen der Bundesagentur für Arbeit umgesetzt.
Die Berufseinstiegsbegleitung soll bereits während des Besuchs der Vorabgangsklasse der allgemeinbildenden Schule beginnen, damit hinreichend Zeit besteht, ein Vertrauensverhältnis aufzubauen, und der Jugendliche bereits bei frühzeitig zu treffenden Entscheidungen auf die Unterstützung der Berufseinstiegsbegleitung zurückgreifen kann. Im Regelfall beginnt die aktive Bewerbungsphase spätestens ein Jahr vor dem Verlassen der allgemeinbildenden Schule. Der Berufseinstiegsbegleiter soll den Jugendlichen schon bei der Berufsorientierung und -wahl unterstützen. Darüber hinaus kann er auch bei der Herstellung der Ausbildungsreife Unterstützung leisten.
Die Berufseinstiegsbegleitung endet in der Regel ein halbes Jahr (BerEb nach §49 SGB 3) oder ein Jahr (BerEb-BK) nach Beginn der beruflichen (betrieblichen, außerbetrieblichen oder schulischen) Ausbildung, wenn der Jugendliche erfolgreich in eine Berufsausbildung eingemündet ist, jedoch spätestens 24 Monate nach Beendigung der allgemein bildenden Schule.
Begleitet werden sollen leistungsschwächere Schüler, die nach Beendigung des Schulbesuchs eine berufliche Ausbildung anstreben und bei diesem Übergang voraussichtlich Unterstützung benötigen. Unterstützt werden sollen dabei insbesondere Schüler, die Schwierigkeiten haben, einen Schulabschluss an einer allgemein bildenden Schule zu erreichen. Schüler mit Migrationshintergrund sind dabei besonders förderungswürdig. Die Auswahl der zu begleitenden Schüler erfolgt in Absprache mit Lehrern sowie Schulsozialarbeitern. Die Inanspruchnahme der Berufseinstiegsbegleitung erfolgt freiwillig.

## Berufseinstiegsbegleiter
Als Berufseinstiegsbegleiter sollen Personen eingesetzt werden, die aufgrund ihrer Lebens- und Berufserfahrung die erfolgreiche Unterstützung des Jugendlichen erwarten lassen. Nach einer Auswertung bestehender Ausbildungspatenschaftsprojekte zählen hierzu insbesondere Personen mit praktischer Berufserfahrung in den dualen Ausbildungsberufen, Führungserfahrung, Ausbildungserfahrung oder sozialpädagogischer Berufserfahrung.